# Georg Nymmann

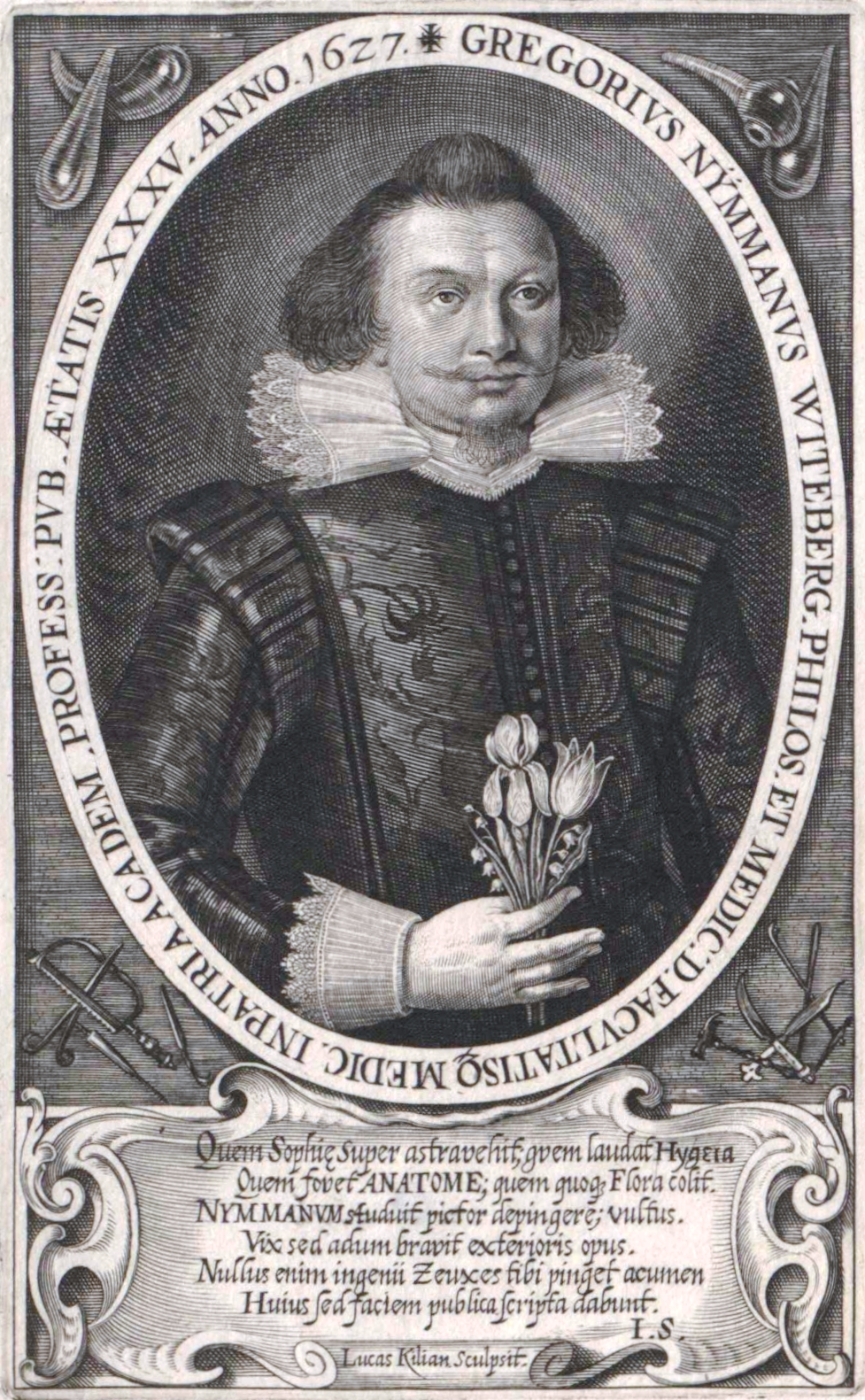
Gegor Nymmann, Stich von Lucas Kilian (1627)

Georg Nymmann, auch: Gregor Nymann, Niemann, Nymmannus; (* 14. Januar 1592 in Wittenberg; † 18. Oktober 1638 ebenda) war ein deutscher Mediziner.

## Leben
Geboren als Sohn des Hieronymus Nymmann und seiner Frau Sibylla (* 20. August 1568 in Wittenberg), die Tochter des Wittenberger Bürgers und Kramers Ägidius Strauch und seiner Frau Sybilla, die Witwe Dietrich Staffens, verlor er in frühster Jugend seinen Vater. Durch seinen Stiefvater Tobias Tandler gefördert, immatrikulierte man ihn bereits am 12. April 1599 an der Universität Wittenberg. Nachdem er die entsprechende Vorbildung erlangt hatte, bezog er um 1609 die Universität seiner Heimatstadt um zunächst ein philosophisches Grundstudium zu absolvieren.
Hier besuchte er unter anderem die Vorlesungen in Poetik bei Friedrich Taubmann, wurde in Ethik von Heinrich Velstein den Jüngeren und Balthasar Meisner ausgebildet, sowie auch in Geschichte bei Johannes Wanckel, in griechischer Sprache bei Erasmus Schmidt, in Logik bei Jakob Martini, in Mathematik bei Ambrosius Rhode und Tobias Tilemann, in Physik bei Georg Wecker und in Rhetorik bei Adam Theodor Siber. So in den Artes liberalis gebildet, erwarb er sich am 12. April 1614 den akademischen Grad eines Magisters der Philosophie.
Sein ursprüngliches Hauptanliegen war es jedoch seinem Vater, bzw. seinem Stiefvater nachzustreben und ein aufbauendes Studium der Medizin zu absolvieren. Nachdem Ernst Hettenbach gestorben war, erlangte er 1617 Zugang zum Vorlesebetrieb der medizinischen Fakultät der Wittenberger Hochschule, absolvierte unter Daniel Sennert mit der Dissertation De epilepsia am 29. Januar 1618 das Lizentiat der Medizin und nachdem er bei Moritz Blum am 5. März 1619 zum Thema De apoplexia disputiert hatte, promovierte Nymmann am 29. Juni 1618 zum Doktor der Medizin. Im selben Jahr erhält er die dritte ordentliche Professur für Natur und Botanik, an der medizinischen Fakultät der Hochschule seiner Heimatstadt.
1626 stieg er nach dem Tod von Wolfgang Schaller in die zweite medizinische Professur auf und übernahm nach dem Tod von Daniel Sennert 1637 das Ordinat der medizinischen Fakultät. Nymmann, der während der Zeit des Dreißigjährigen Krieges Pestepidemien in Wittenberg erlebte, litt seit 1623 an einer Milzkrankheit, an der er verstarb. Sein Leichnam wurde am 22. Oktober in Wittenberg beigesetzt. Nymmann hat sich auch an den organisatorischen Aufgaben der Wittenberger Akademie beteiligt und war in den Wintersemestern 1621, 1627, 1631 und 1637 Rektor der Hochschule.

## Wirken
Seine wissenschaftliche Leistung hat er auch auf dem Gebiet seiner Krankheit hinterlassen. 1628 verfasste unter dem Titel De vita foetus in utero sein Hauptwerk. Er stellt darin fest, dass das Dasein des Fötus im Mutterleib ein verhältnismäßig selbständiges sei. Dabei verfolgte er, dass die Vorwegnahme des Kaiserschnitts bei verstorbenen Schwangeren, zur gesetzlichen Vorschrift gemacht werden sollte. Die Schrift wurde wenig beachtet, der Gedanke seiner Ausführungen hat aber später an der Sorbonne praktische Geltung erlangt.

## Familie
Genealogisch wäre anzumerken, dass aus seiner am 5. Juni 1621 geschlossenen Ehe mit Martha (* 3. Mai 1602 in Bautzen; † 10. Juni 1630 in Wittenberg), der Tochter des Bürgers und Baumeisters Johann Borsch und seiner Frau Martha, die Tochter des Bürgermeisters und Kaufmannes aus Bischofswerda Bernhardt Dachsfänger, der Sohn Hieronymus Nymmann bekannt ist. Seine zweite Ehe ging er am 1. November 1636, mit der Witwe Catharina Henschen ein. Aus dieser Ehe sind keine Kinder bekannt.

## Werkauswahl
- De nutritione. (Resp. Fabricius jun.) Wittenberg 1616
- De Epilepsia Disputatio. (Resp. Daniel Sennert). Wittenberg 1618. (Digitalisat)
- Disputatio medica de apoplexia tractatus (Resp. Moritz Blum). Wittenberg 1619, 1629
- Dissertatio de Vita Foetus in Utero, qua luculelenter demonstratur, infantem in utero non anima matris, sed sua ipfius vita vivere, propriasqua su as vitales actiones etiam in alvo materna exercere, et matre extincta, saepe vivum et incolumem ex ejus ventre eximi posse, adesque a magistratu in bene constitutio Rebuspublicis non concedendum, ut vel ulla gravida rebus humanis exemta sepeliatur, priusquam ex ejus utero foetus excifus, vel ad minimum sectione infans adhuc vivus, an vero mortuus sit, exploratum fuerit. Verlag Paul Helwig Wittenberg 1628, Leyden 1644 und 1664 (Digitalisat)
- De apoplexia tractatus. Wittenberg 1629, 1670